# Quasisyndactylus
Quasisyndactylus is een geslacht van uitgestorven scharrelaarvogels dat tijdens het Midden-Eoceen in Europa leefde. De typesoort is Quasisyndactylus longibrachis.

## Fossiele vondsten
Van Quasisyndactylus zijn meerdere complete fossielen gevonden in de Messelgroeve in de Duitse deelstaat Hessen met een ouderdom van ongeveer 47 miljoen jaar. Het lijkt er op dat Quasisyndactylus een algemene vogelsoort was in de bossen van Messel.

## Kenmerken
Quasisyndactylus was ongeveer 14 centimeter lang en circa 30 gram zwaar. De afgeplatte snavel lijkt sterk op die van todies en hetzelfde geldt voor de morfologie van de tenen. De bouw van de enkel komt daarentegen meer overeen met die van motmots.

## Verwantschap
Quasisyndactylus is de vroegst bekende vertegenwoordiger van de subgroep van de scharrelaarvogels die de ijsvogels, motmots en todies omvat. Quasisyndactylus is het zustertaxon van de drie moderne families. 